# San Juan Bautista Cuicatlán
San Juan Bautista Cuicatlán es una localidad del estado mexicano de Oaxaca. Es cabecera del municipio de San Juan Bautista Cuicatlán.

## Demografía
| Censo | Población |
| ----- | --------- |
| 1900  | 2086      |
| 1910  | 2193      |
| 1921  | 2203      |
| 1930  | 1818      |
| 1940  | 1894      |
| 1950  | 1978      |
| 1960  | 2455      |
| 1970  | 2733      |
| 1980  | 2057      |
| 1990  | 3469      |
| 1995  | 3558      |
| 2000  | 3677      |
| 2005  | 3927      |
| 2010  | 3908      |
| 2020  | 5403      |